# Lisa Ryzihová
Elizaveta „Lisa“ Ryzihová (rusky Елизавета Владимировна Рыжих; * 27. září 1988, Omsk, Sovětský svaz) je německá atletka, tyčkařka závodící za atletický oddíl ABC Ludwigshafen.
Je mistryní světa do 17 let (2003), juniorskou mistryní světa (2004) a mistryní Evropy do 23 let z roku 2009. V roce 2009 skončila pátá na mítinku světových rekordmanů v pražské O2 areně. Na evropském šampionátu v Barceloně v roce 2010 vybojovala výkonem 465 cm bronzovou medaili. Na stupních vítězů ji doplnila její krajanka Silke Spiegelburgová a Ruska Světlana Feofanová.
Narodila se v Rusku. Její starší sestra Anastasija se rovněž věnuje skoku o tyči, mj. se stala v roce 1999 halovou mistryní světa.

## Úspěchy
| Rok  | Závod                             | Místo               | Umístění | Výkon  |
| ---- | --------------------------------- | ------------------- | -------- | ------ |
| 2003 | Mistrovství světa do 17 let       | Sherbrooke, Kanada  | 1.       | 4,05 m |
| 2004 | Mistrovství světa juniorů         | Grosseto, Itálie    | 1.       | 4,30 m |
| 2005 | Mistrovství světa do 17 let       | Marrákéš, Maroko    | 5.       | 4,05 m |
| 2006 | Mistrovství světa juniorů         | Peking, Čína        | -        | NM     |
| 2007 | Mistrovství Evropy juniorů        | Hengelo, Nizozemsko | 4.       | 4,20 m |
| 2009 | Mistrovství Evropy do 23 let 2009 | Kaunas, Litva       | 1.       | 4,50 m |

Vysvětlivky: NM – ve finále bez platného pokusu

## Osobní rekordy
- hala – 465 cm – 27. únor 2011, Lipsko
- venku – 465 cm – 30. červenec 2010, Barcelona